# Linia kolejowa nr 30
Linia kolejowa nr 30 Łuków – Lublin Północny – pierwszorzędna, jednotorowa, niezelektryfikowana linia kolejowa we wschodniej Polsce w województwie lubelskim o długości 107,723 km.

## Przebieg linii
Linia kolejowa nr 30 rozpoczyna się w Łukowie, gdzie odgałęzia się w prawo od linii nr 2. Prowadząc w kierunku południowo-wschodnim dociera do Aleksandrowa i biegnąc prosto przez 27 km, mija Jaski, Radzyń Podlaski, Ustrzesz oraz przystanek i stację techniczną w Bezwoli. Za stacją po kilkuset metrach skręcając łagodnym łukiem w prawo linia zmienia przebieg na południkowy. Przez następne 16 km nie zmieniając kierunku, przechodzi przez Milanów i Parczew, gdzie osiąga przystanek i stację.
Odtąd przez 7 km linia biegnie prosto w kierunku południowo-zachodnim i mija Laski oraz Gródek Szlachecki. Zaraz potem skręca w lewo, a po 3 km w prawo. Na kolejnych 11 km nie zmieniając południowo-zachodniego kierunku przechodzi przez Zabiele oraz Brzeźnicę Bychawską, w której zlokalizowane są przystanek i jedyna mijanka na trasie. Po 2 km począwszy od Berejowa, przez Tarło i Pałecznicę, aż do mostu na Wieprzu tory biegną serią łagodnych łuków wymuszających lokalne ograniczenia prędkości.
Za mostem w Szczekarkowie linia osiąga Lubartów. Przechodzi pod wiaduktem z ulicą Słowackiego, mija przystanek, po czym łagodnie skręca w lewo i wraca do południowo-wschodniego przebiegu. Po minięciu przystanku w centrum oraz stacji na południu miasta, biegnąc nadal prosto szlak dociera do Wandzina. Następnie wiaduktem przechodzi nad drogą krajową nr 19 i osiąga Niemce. Skręcając w prawo biegnie w kierunku południowo-zachodnim i mija Bystrzycę oraz Ciecierzyn. Po przekroczeniu mostu na rzece Ciemięga tory skręcają w lewo i prowadzą wysokim nasypem, przechodząc przed Łagiewnikami w płytki wykop. Prowadząc w kierunku południowo-wschodnim po 1 km znów skręcając w prawo linia dociera do Lublina. Na terenie miasta, za przystankiem Rudnik szlak biegnie pod wiaduktem obwodnicy Lublina, skręca w lewo i mija przystanek Lublin Ponikwoda, most na rzece Bystrzyca i Lublin Zadębie. Za przejazdem kolejowo-drogowym na ulicy Turystycznej, szlak odbija w prawo, następnie przechodząc wiaduktem nad ulicą Mełgiewską po kilkuset metrach łączy się z linią nr 7.
Linia przebiega przez powiaty: łukowski, radzyński, parczewski, lubartowski, lubelski oraz miasto Lublin.
| Podział na odcinki                          | Podział na odcinki | Podział na odcinki | Podział na odcinki | Podział na odcinki |
| Odcinek                                     | Odcinek linii      | Odcinek linii      | Długość [km]       | Udział %           |
| Odcinek                                     | km początkowy      | km końcowy         | Długość [km]       | Udział %           |
| ------------------------------------------- | ------------------ | ------------------ | ------------------ | ------------------ |
| A: Łuków – Radzyń Podlaski                  | 1,570              | 21,296             | 19,726             | 18,6               |
| B: Radzyń Podlaski – Bezwola                | 21,296             | 34,120             | 12,824             | 12,1               |
| C: Bezwola – Bystrzyca koło Lublina         | 34,120             | 94,471             | 60,331             | 56,9               |
| D: Bystrzyca koło Lublina – Lublin Północny | 94,471             | 107,606            | 13,135             | 12,4               |

## Charakterystyka techniczna
Linia ma klasę D3 i dopuszczalny nacisk osi na tor 221 kN. Jest wyposażona w elektromagnesy samoczynnego hamowania pociągów SHP.
Jest dostosowana do parametrów 120 km/h dla pociągów pasażerskich i 80 km/h dla pociągów towarowych. Według stanu z 22 października 2024 roku na 90,7% trasy obowiązywała prędkość szlakowa 120 km/h. Na pozostałych odcinkach występowały lokalne ograniczenia spowodowane geometrią toru.
| Wykaz maksymalnych prędkości | Wykaz maksymalnych prędkości | Wykaz maksymalnych prędkości | Wykaz maksymalnych prędkości |
| Odcinek linii                | Odcinek linii                | Pociągi pasażerskie [km/h]   | Pociągi towarowe [km/h]      |
| km początkowy                | km końcowy                   | Pociągi pasażerskie [km/h]   | Pociągi towarowe [km/h]      |
| ---------------------------- | ---------------------------- | ---------------------------- | ---------------------------- |
| 1,570                        | 70,646                       | 120                          | 80                           |
| 70,646                       | 72,792                       | 100                          | 80                           |
| 72,792                       | 74,394                       | 120                          | 80                           |
| 74,394                       | 77,272                       | 100                          | 80                           |
| 77,272                       | 79,000                       | 120                          | 80                           |
| 79,000                       | 80,747                       | 110                          | 80                           |
| 80,747                       | 82,455                       | 120                          | 80                           |
| 82,455                       | 82,665                       | 110                          | 80                           |
| 82,655                       | 92,845                       | 120                          | 80                           |
| 92,845                       | 93,391                       | 100                          | 80                           |
| 93,391                       | 98,474                       | 120                          | 80                           |
| 98,474                       | 98,943                       | 80                           | 80                           |
| 98,943                       | 101,378                      | 120                          | 80                           |
| 101,378                      | 101,990                      | 80                           | 80                           |
| 101,990                      | 106,401                      | 120                          | 80                           |
| 106,401                      | 107,723                      | 100                          | 80                           |
|                              |                              |                              |                              |
| 120 km/h                     | 120 km/h                     | 90,7%                        | -                            |
| 110 km/h                     | 110 km/h                     | 1,9%                         | -                            |
| 100 km/h                     | 100 km/h                     | 6,4%                         | -                            |
| 80 km/h                      | 80 km/h                      | 1,0%                         | 100%                         |

## Historia

### Geneza
Powstała w latach 1894–1898 jako szerokotorowa linia rokadowa. Głównym jej zadaniem był transport wojsk rosyjskich wzdłuż frontu na wypadek wojny. Jej przebieg w wielu miejscach został wytyczony z dala od siedzib ludzkich. 

### Lata 1898–1945
W okresie 1912–1915 linia była dwutorowa na całej długości, natomiast w latach 1944–1945 tylko na części.

#### 1898–1915
28 marca 1898 roku odprawiono pierwszy towarowo-osobowy „towos”. Planowy ruch przewidujący jedną parę takich pociągów na dobę uruchomiono 30 sierpnia 1898 roku. Tak zestawione składy funkcjonowały w rozkładzie jazdy do 1909 roku.

#### I wojna światowa
W wyniku działań wojennych linia uległa poważnym zniszczeniom, szczególnie w obrębie mostów i przepustów. W 1915 roku po rozebraniu i wywiezieniu drugiego toru przez wycofujące się wojska rosyjskie, została przebudowana na normalnotorową przez wojska niemieckie. Obiekty inżynierskie naprawiono doraźnie.
Od chwili uruchomienia do września 1915 roku znajdowała się pod zarządem Kolei Nadwiślańskich.

#### 1918–1939
9 listopada 1918 roku, tuż przed formalnym odzyskaniem niepodległości przez Polskę, zarząd linii został przejęty przez dwie Dyrekcje Kolei Państwowych: w Warszawie (odcinek Łuków – km 1,500) i Radomiu (odcinek km 1,500 – Lublin). Podział ten utrzymały w latach 1926–1939 Polskie Koleje Państwowe.
Niemal przez cały okres dwudziestolecia międzywojennego usuwano skutki zniszczeń powstałych w czasie I wojny światowej. 

#### II wojna światowa
Po wybuchu II wojny światowej Niemcy realizowali rabunkową eksploatację linii, a polski tabor był wywożony w głąb III Rzeszy. Zmiana podejścia okupacyjnej Dyrekcji Kolei Wschodniej (Gedob) nastąpiła w 1943 roku, wraz z odbudową zrabowanego prawie 30 lat wcześniej drugiego toru. Ze względu na sytuację na froncie, odbyło się to jedynie na odcinku Bystrzyca – Lublin.
W 1944 roku drugi tor został rozebrany przez wkraczającą Armię Czerwoną i wywieziony wraz z pozostałym taborem w głąb ZSRR. Linia została ponownie przejęta przez państwo polskie, po wyzwoleniu 23 czerwca Lubelskiego Węzła Kolejowego oraz Łukowskiego Węzła Kolejowego w dniu 31 lipca 1944 roku.

### Lata 1945–2000
Po wojnie, wychodząc naprzeciw rosnącym potrzebom przewozowym wybudowano nowe stacje i przystanki osobowe w Jaskach, Lisiowólce, Szczekarkowie, Wandzinie i Ciecierzynie.

#### 1945–50
Decyzją władz kolejowych siedzibę reaktywowanej Dyrekcji Okręgowej Kolei Państwowych (DOKP) przeniesiono z Radomia do Lublina. Utrzymano podział linii w km 1,500, na przedwojennej granicy administracyjnej z okręgiem kolejowym DOKP Warszawa.
Maksymalna prędkość pociągów w tym okresie wynosiła 30-40 km/h.

#### Lata 50.
Obsługa linii prowadzona była wyłącznie przez parowozy. Pasażerów przewoziło pięć par pociągów na dobę. Ruch towarowy zapewniały dwa razy dziennie pociągi zbiorowe oraz dodatkowe pociągi wahadłowe organizowane dla dużych klientów.
2 czerwca 1957 roku na linii zainaugurowano dalekobieżny pociąg osobowy z Olsztyna do Lublina. W kolejnych dwóch latach jego trasę przedłużono z Gdańska, a następnie z Gdyni. Ze względu na kilkunastogodzinny czas przejazdu 604-klimetrowej trasy oraz 3-krotną zmianę kierunku, pociąg ten kursujący do 31 maja 1986 roku zwany był „Włóczęgą Północy”.

#### Lata 60.
Ruch pasażersko-towarowy obsługiwany był przez trakcję parową. W 1960 roku uruchomiono pociąg dalekobieżny relacji Siedlce – Lublin, a w 1963 roku Białystok – Lublin. Od 1962 roku w pracy manewrowej na bocznicach i stacjach rozpoczęto użytkowanie pierwszych lokomotyw spalinowych serii SM03. Podniesiono prędkość szlakową dla liniowego ruchu pasażerskiego do 80 km/h, a dla towarowego do 65 km/h.
W końcówce dekady zapoczątkowano modernizację urządzeń sterowania ruchem, między innymi poprzez wymianę kształtowych tarcz ostrzegawczych na świetlne.

#### Lata 70.
Cały ruch liniowy nadal zapewniała trakcja parowa. Funkcjonujące zakłady przemysłowe: garbarnia w Chlewiskach, magazyny materiałów budowlanych oraz paliw w Niemcach, huta szkła oraz wytwórnia octu i musztardy w Parczewie, wytwórnia pasz w Radzyniu Podlaskim i wiele mniejszych korzystających z usług kolei, powodowały że natężenie ruchu towarowego w szczytowych okresach przekraczało trzydzieści pociągów na dobę.
W latach 1972–1973 zabudowana została półsamoczynna blokada liniowa.
W 1975 roku po wprowadzeniu nowego podziału administracyjnego Polski, ustanowiono na linii nową granicę między kolejowymi okręgami Wschodnim i Centralnym w km 63,650 w okolicy miejscowości Gródek Szlachecki.

#### Lata 80.
Rozpoczął się proces stopniowego wprowadzania do ruchu liniowego trakcji spalinowej. W 1980 roku w transporcie pasażerskim rozpoczęto eksploatację lokomotyw serii SP42 i SP45, a w 1981 roku w towarowym – lokomotyw serii ST44.
Obowiązujący od połowy poprzedniej dekady podział administracyjny wpłynął na odmienne podejście wobec utrzymania linii. Ważny dla Wschodniej Dyrekcji odcinek Gródek Szlachecki – Lublin w połowie lat 80-tych został w całości wyremontowany. Natomiast na peryferyjnym dla Centralnej Dyrekcji odcinku Łuków – Gródek Szlachecki nie przeprowadzono żadnych prac.
W 1988 roku po wycofaniu ostatnich parowozów serii Pt47 i Ty2 zakończono 90-letni okres użytkowania trakcji parowej.

#### Lata 90.
Ze względu na malejące zapotrzebowanie na przewozy towarowe związane z sytuacją ekonomiczną w Polsce, nastąpiła likwidacja towarowych pociągów zbiorowych. Dodatkowo pogarszający się stan nieremontowanego odcinka Łuków – Gródek Szlachecki wpłynął na ruch pasażerski. W 1992 roku wycofano pociągi dalekobieżne z Białegostoku i Siedlec, a następnie systematycznie ograniczano ofertę połączeń lokalnych.
W drugiej połowie dekady kursowała jedna para pociągów osobowych z Łukowa do Lublina i dwie pary z Parczewa. W czerwcu 1996 roku po ponad 80-letniej przerwie na linii reaktywowano towarowo-osobowego „towosa”. Pociąg ten codziennie, raz na dobę, przez cztery kolejne lata prowadził wagony pasażerskie z Parczewa, a towarowe z Radzynia Podlaskiego, Bezwoli i Parczewa do Lublina. Linia była ostatnią w XX wieku w Polsce, na której rozkładowo eksploatowano takie pociągi.

### Po roku 2000
2 kwietnia 2000 roku, po 102 latach i 5 dniach funkcjonowania na linii zawieszono ruch pasażerski. Ostatni rozkładowy towarowo-osobowy „towos” prowadzony lokomotywą SU45-212 odjechał o godzinie 19:45 z Lublina do Parczewa.
Przez następne 13 lat na linii nieregularnie kursowały jedynie pociągi towarowe na odcinku Radzyń Podlaski – Lublin oraz w latach 2002–2010 w każdą ostatnią niedzielę sierpnia pasażerski pociąg promocyjno-turystyczny Lublin – Łuków – Lublin, organizowany przez lubartowskie Stowarzyszenie ITK.

#### Lata 10.
Pod koniec pierwszej dekady XXI wieku wrócono do planów wznowienia ruchu pasażerskiego. W pierwszej kolejności opracowano projekt wprowadzenia szynobusów na dwudziestopięciokilometrowym odcinku Lubartów – Lublin. W 2011 roku kosztem ponad 40 mln zł rozpoczęto modernizację torów oraz wymianę zdegradowanych ponad stuletnich mostów i obiektów inżynierskich. 2 kwietnia 2013 roku o godz. 6:36 na trasę wyruszył pierwszy szynobus SA 103-007 z Lubartowa do Lublina. Utworzono 3 nowe przystanki: Niemce, Lublin Ponikwoda, Lublin Zadębie, wybudowano nowe perony w Lubartowie, Bystrzycy i Rudniku, a peron w Wandzinie przeniesiono o 600 m bliżej zabudowań. Ruch zapewniało 5 par pociągów dziennie.
17 kwietnia 2013 roku siedemdziesięciodwukilometrowy odcinek Bezwola – Lublin Północny stanowiący 2/3 długości linii, został wpisany przez Radę Ministrów na listę linii kolejowych o znaczeniu państwowym.
Mimo krążącego nad linią widma zamknięcia, 30 września 2013 roku regionalna relacja pasażerska została wydłużona o kolejne dwadzieścia siedem kilometrów. Stało się to po uruchomieniu wybudowanego bliżej centrum Parczewa przystanku Parczew Kolejowa. Aby zachęcić miejscową społeczność do korzystania z transportu kolejowego, na całej trasie wprowadzono „bilet lubartowski” z obniżoną taryfą. Istniejąca pomiędzy stacjami w Parczewie i Lubartowie siatka trzech przystanków została rozszerzona o cztery kolejne, tymczasowo zabudowane z materiałów staroużytecznych: Zabiele, Pałecznica, Lubartów Słowackiego i Lubartów Lipowa. Tym samym regionalny ruch pasażerski objął 51% długości linii. 
W okresie od czerwca 2014 roku do marca 2015 roku firma ZIK Sandomierz przeprowadziła remont ponad trzykilometrowego szlaku Lubartów Słowackiego – Lubartów.
W 2016 roku Polskie Linie Kolejowe PLK podjęły decyzję o przywróceniu przejezdności na całej linii. Było to spowodowane wyznaczeniem objazdu trasy Warszawa – Lublin i planowanym zamknięciem na czas modernizacji linii kolejowej nr 7. W związku z tym 19 września zawarto dwie umowy: z hiszpańską firmą Colas Rail oraz polską KZA Kraków o łącznej wartości ponad 43 mln złotych na remont pięćdziesięciodwukilometrowego odcinka Łuków – Parczew. Prace torowe przeprowadzono przy użyciu pociągu do potokowej wymiany szyn (PUN).
11 czerwca 2017 roku wznowiono ruch towarowy oraz pospieszny InterCity na całej linii. Po 17 latach przerwy przywrócono do ruchu pasażerskiego stację Radzyń Podlaski w Bedlnie Radzyńskim. Przez kolejne 3 lata – do czerwca 2020 roku linia pełniła funkcję objazdu dla przebudowywanej linii nr 7 Warszawa – Lublin. Maksymalną przepustowość ustalono na 57 składów na dobę.
W styczniu 2019 roku PLK podpisały z konsorcjum hiszpańskich firm Roverpol oraz Rover Alcisa umowę o wartości prawie 90 mln złotych na kompleksową rewitalizację odcinka Parczew – Lubartów. Zakres prac przewidywał wymianę torów i podbudowy oraz przebudowę obiektów inżynierskich. Istniejące perony zaplanowano podnieść do standardu 100 m długości i 760 mm wysokości. Dodatkowo ustalono powstanie 2 nowych przystanków w Laskach i Berejowie, przeniesienie bliżej zabudowy peronu w Gródku Szlacheckim oraz przebudowę peronu w Ciecierzynie.
Zadecydowano również o całkowitej przebudowie stacji w Parczewie wraz z nowym układem torów, komputerowym systemem sterowania oraz dwukrawędziowym peronem o długości 200 m.

#### Lata 20.

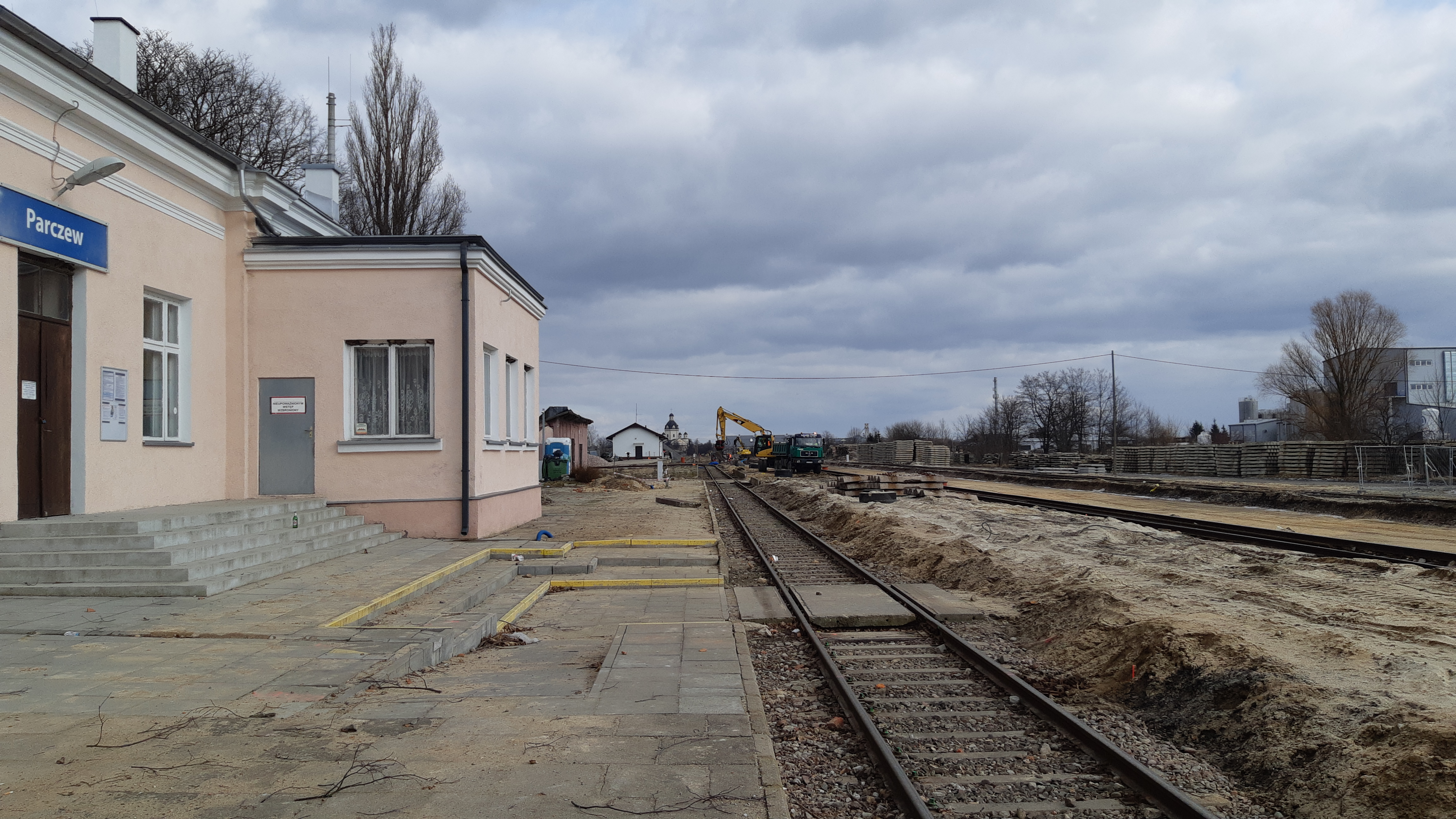
Przebudowa stacji Parczew

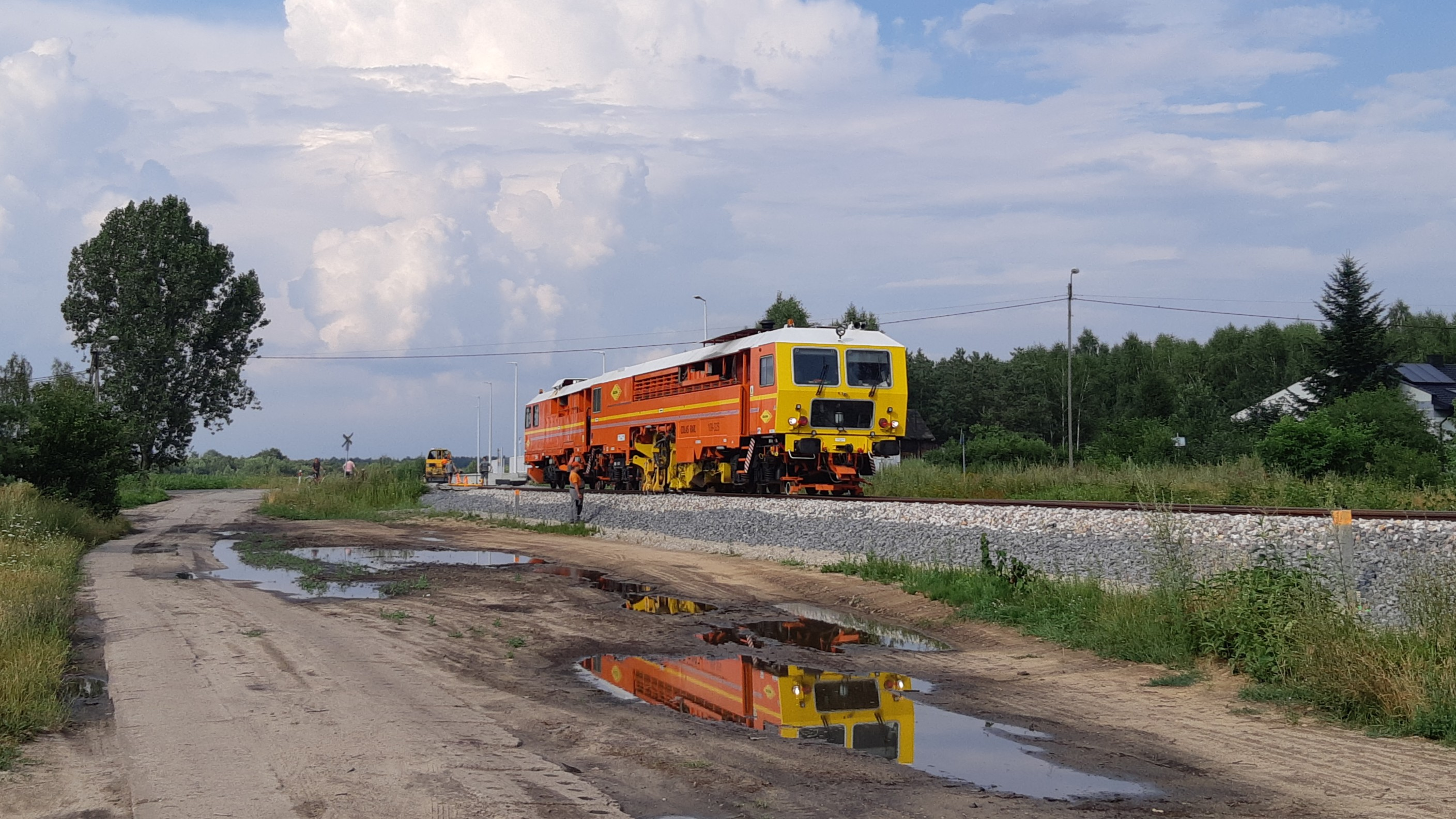
Prace torowe w okolicy Gródka Szlacheckiego

Od sierpnia 2020 roku z powodu rewitalizacji środkowego odcinka linii, na prawie półtora roku całkowicie wstrzymano ruch na odcinku Łuków – Lubartów Słowackiego stanowiącym prawie 3/4 długości linii.
12 grudnia 2021 roku przywrócono pospieszny ruch pasażerski i towarowy pomiędzy Łukowem i Lublinem oraz regionalny pasażerski na odcinku Parczew Kolejowa – Lublin.
| Modernizacja nawierzchni torowej w latach 2011–2021 | Modernizacja nawierzchni torowej w latach 2011–2021 | Modernizacja nawierzchni torowej w latach 2011–2021 | Modernizacja nawierzchni torowej w latach 2011–2021 |
| Odcinek                                             | Okres                                               | Długość [km]                                        | Koszt [mln zł]                                      |
| --------------------------------------------------- | --------------------------------------------------- | --------------------------------------------------- | --------------------------------------------------- |
| Łuków – Parczew                                     | 2016-2017                                           | 51,9                                                | 43,3                                                |
| Parczew – Lubartów Słowackiego                      | 2020-2021                                           | 27,6                                                | 89,9                                                |
| Lubartów Słowackiego – Lubartów                     | 2014-2015                                           | 3,3                                                 | 4,6                                                 |
| Lubartów – Lublin                                   | 2011-2013                                           | 24,9                                                | 40,2                                                |
| Razem                                               | Razem                                               | 107,7                                               | 178,0                                               |

Po zakończeniu modernizacji układu torowego kontynuowano inwestycje poprawiające dostęp pasażerów do linii. We wrześniu 2023 roku uruchomiono windę na peronie w Ciecierzynie, w październiku oddano do użytku kładkę pieszo-rowerową nad torami w Lubartowie. W listopadzie tego samego roku otwarto nowy jednokrawędziowy stupięćdziesięciometrowy peron w Łagiewnikach oraz dwustumetrowy dwukrawędziowy peron w Bystrzycy koło Lublina.

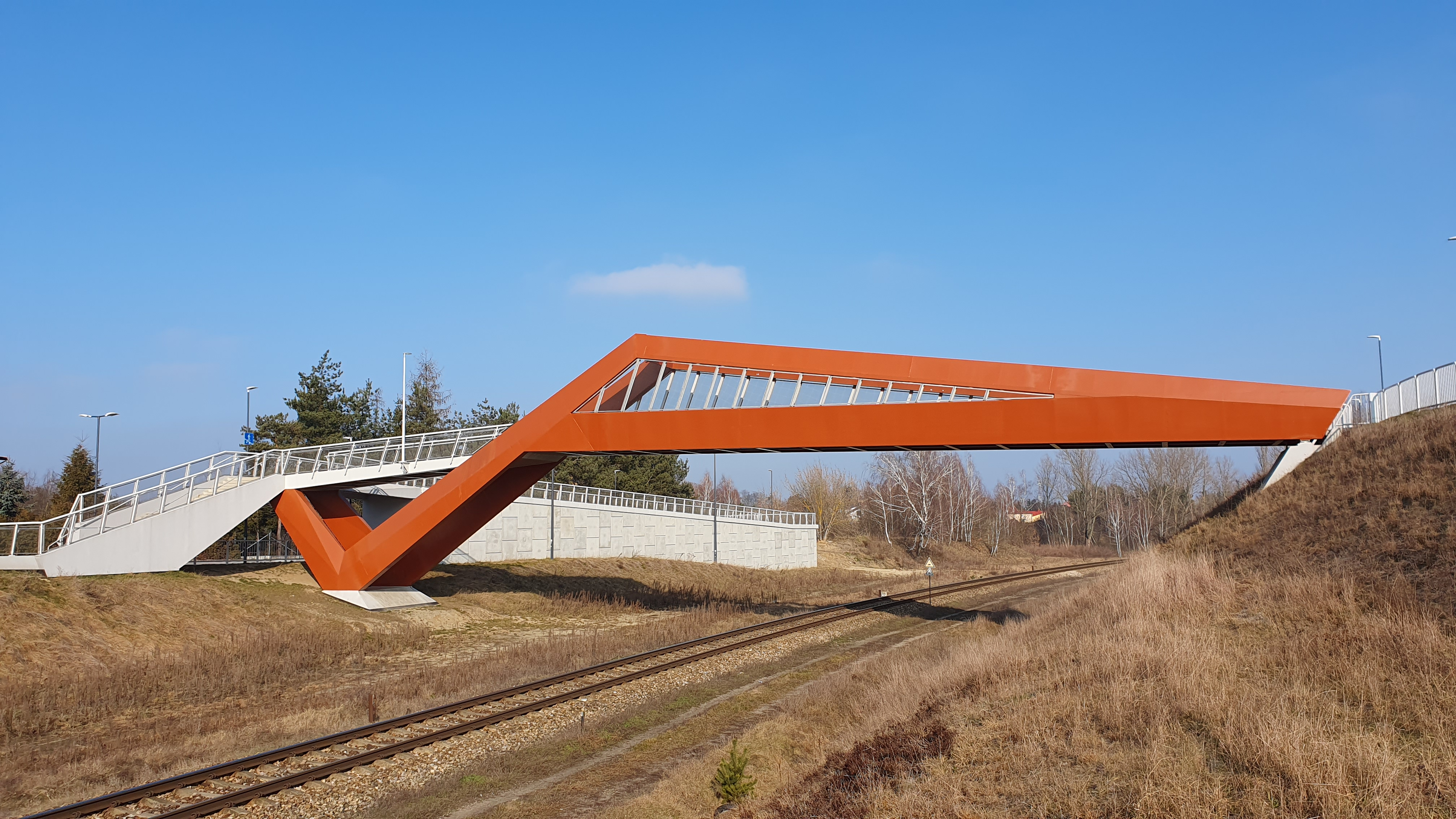
Lubartów - kładka pieszo-rowerowa

W następnym roku pomiędzy Łukowem i Parczewem w ramach wartego 6,3 mln zł programu przystankowego ukończono budowę 5 nowych stumetrowych peronów w Aleksandrowie, Jaskach, Ustrzeszy, Bezwoli i Milanowie. Usunięto też pozostałości funkcjonujących do końca XX wieku peronów w Kownatkach i Lisiowólce. Liczba wszystkich przystanków na trasie zwiększyła się do 28.
28 czerwca 2024 roku, po dwudziestoczteroletnim okresie wykluczenia komunikacyjnego zamieszkałej wzdłuż północnej części linii społeczności, wznowiono pociągi regionalne z Łukowa do Lublina. Przez pierwsze 6 miesięcy, obsługę trasy zapewniała 1 para szynobusów PolRegio na dobę.
| Administracja kolejowa                 | Administracja kolejowa | Administracja kolejowa    | Administracja kolejowa | Administracja kolejowa | Administracja kolejowa |
| Zarząd                                 | Okres                  | Państwo                   | km początkowy          | km końcowy             | Udział %               |
| -------------------------------------- | ---------------------- | ------------------------- | ---------------------- | ---------------------- | ---------------------- |
| Koleje Nadwiślańskie                   | 1898-1915              | Imperium Rosyjskie        | 0,000                  | 107,723                | 100,0                  |
| Niemieckie Koleje Wojskowe             | 1915-1918              | Związek Północnoniemiecki | 0,000                  | 107,723                | 100,0                  |
| Dyrekcja Kolei Państwowych w Warszawie | 1918-1939              | Polska                    | 0,000                  | 1,500                  | 1,4                    |
| Dyrekcja Kolei Państwowych w Radomiu   | 1918-1939              | Polska                    | 1,500                  | 107,723                | 98,6                   |
| Generalna Dyrekcja Kolej Wschodniej    | 1939-1945              | III Rzesza                | 0,000                  | 107,723                | 100,0                  |
| DOKP w Warszawie                       | 1945-1975              | Polska                    | 0,000                  | 1,500                  | 1,4                    |
| DOKP w Lublinie                        | 1945-1975              | Polska                    | 1,500                  | 107,723                | 98,6                   |
| Centralna DOKP w Warszawie             | 1975-1995              | Polska                    | 0,000                  | 63,650                 | 59,1                   |
| Wschodnia DOKP w Lublinie              | 1975-1995              | Polska                    | 63,650                 | 107,723                | 40,9                   |
| Centralna DOKP w Warszawie             | 1995-2000              | Polska                    | 0,000                  | 2,445                  | 2,3                    |
| Wschodnia DOKP w Lublinie              | 1995-2000              | Polska                    | 2,445                  | 107,723                | 97,7                   |
| Zakład Linii Kolejowych w Siedlcach    | 2001-obecnie           | Polska                    | 0,000                  | 3,000                  | 2,8                    |
| Zakład Linii Kolejowych w Lublinie     | 2001-obecnie           | Polska                    | 3,000                  | 107,723                | 97,2                   |

## Infrastruktura

### Punkty eksploatacyjne
Na linii znajduje się 28 miejsc zatrzymywania pociągów – 23 przystanki (3 na żądanie) oraz 5 stacji kolejowych (na 4 zatrzymują się pociągi pospieszne InterCity). Wszystkie dostosowane są do potrzeb osób niepełnosprawnych. Ponadto funkcjonuje 1 stacja techniczna i 1 mijanka.
| Wykaz przystanków, stacji i mijanek | Wykaz przystanków, stacji i mijanek         | Wykaz przystanków, stacji i mijanek | Wykaz przystanków, stacji i mijanek | Wykaz przystanków, stacji i mijanek | Wykaz przystanków, stacji i mijanek | Wykaz przystanków, stacji i mijanek | Wykaz przystanków, stacji i mijanek | Wykaz przystanków, stacji i mijanek | Wykaz przystanków, stacji i mijanek | Wykaz przystanków, stacji i mijanek | Wykaz przystanków, stacji i mijanek |
| #                                   | Nazwa                                       | Położ. n.p.m                        | Powiat                              | Perony                              | Perony                              | Perony                              | Moni toring                         | Oświe tlenie                        | Miejsca postojowe                   | Miejsca postojowe                   | Zdjęcie                             |
| #                                   | Nazwa                                       | Położ. n.p.m                        | Powiat                              | Typ                                 | dł. [m]                             | wys. [mm]                           | Moni toring                         | Oświe tlenie                        | Ro wery                             | Samo chody                          | Zdjęcie                             |
| ----------------------------------- | ------------------------------------------- | ----------------------------------- | ----------------------------------- | ----------------------------------- | ----------------------------------- | ----------------------------------- | ----------------------------------- | ----------------------------------- | ----------------------------------- | ----------------------------------- | ----------------------------------- |
| 1.                                  | Łuków ♿︎ (stacja)                           | 163                                 | łukowski                            | wyspowy                             | 402                                 | 760                                 | tak                                 | LED                                 | -                                   | 16 2 ♿︎                             |                                     |
| 2.                                  | Aleksandrów ♿︎ (przystanek)                 | 161                                 | łukowski                            | boczny                              | 100                                 | 760                                 | -                                   | LED                                 | 5                                   | 3 1 ♿︎                              |                                     |
| 3.                                  | Jaski ♿︎ (przystanek)                       | 159                                 | radzyński                           | boczny                              | 100                                 | 760                                 | -                                   | LED                                 | 5                                   | -                                   |                                     |
| 4.                                  | Radzyń Podlaski ♿︎ (stacja)                 | 156                                 | radzyński                           | wyspowy                             | 204                                 | 300                                 | tak                                 | LED                                 | -                                   | 20                                  |                                     |
| 5.                                  | Ustrzesz ♿︎ (przystanek)                    | 150                                 | radzyński                           | boczny                              | 100                                 | 760                                 | -                                   | LED                                 | 5                                   | 5 1 ♿︎                              |                                     |
| 6.                                  | Bezwola ♿︎ (przystanek)                     | 162                                 | radzyński                           | boczny                              | 100                                 | 760                                 | -                                   | LED                                 | 5                                   | 9 1 ♿︎                              |                                     |
| 7.                                  | Bezwola (stacja techniczna)                 | 162                                 | radzyński                           | -                                   | -                                   | -                                   | tak                                 | LED                                 | -                                   | -                                   |                                     |
| 8.                                  | Milanów ♿︎ (przystanek)                     | 163                                 | parczewski                          | boczny                              | 100                                 | 760                                 | -                                   | LED                                 | 5                                   | 9 1 ♿︎                              |                                     |
| 9.                                  | Parczew Kolejowa ♿︎ (przystanek)            | 149                                 | parczewski                          | boczny                              | 100                                 | 760                                 | tak                                 | LED                                 | 5                                   | 20 2 ♿︎                             |                                     |
| 10.                                 | Parczew ♿︎ (stacja)                         | 150                                 | parczewski                          | wyspowy                             | 200                                 | 760                                 | tak                                 | LED                                 | 5                                   | 20                                  |                                     |
| 11.                                 | Laski ♿︎ (przystanek)                       | 150                                 | parczewski                          | boczny                              | 100                                 | 760                                 | -                                   | LED                                 | 5                                   | -                                   |                                     |
| 12.                                 | Gródek Szlachecki ♿︎ (przystanek)           | 151                                 | lubartowski                         | boczny                              | 100                                 | 760                                 | -                                   | LED                                 | 5                                   | -                                   |                                     |
| 13.                                 | Zabiele ♿︎ (przystanek)                     | 159                                 | lubartowski                         | boczny                              | 100                                 | 760                                 | -                                   | LED                                 | 5                                   | -                                   |                                     |
| 14.                                 | Brzeźnica Bychawska ♿︎ (przystanek)         | 168                                 | lubartowski                         | boczny                              | 100                                 | 760                                 | -                                   | LED                                 | 5                                   | -                                   |                                     |
| 15.                                 | Brzeźnica Bychawska (mijanka)               | 168                                 | lubartowski                         | -                                   | -                                   | -                                   | tak                                 | sodowe                              | -                                   | -                                   |                                     |
| 16.                                 | Berejów ♿︎ (przystanek)                     | 165                                 | lubartowski                         | boczny                              | 100                                 | 760                                 | -                                   | LED                                 | 5                                   | -                                   |                                     |
| 17.                                 | Tarło ♿︎ (przystanek)                       | 167                                 | lubartowski                         | boczny                              | 100                                 | 760                                 | -                                   | LED                                 | 5                                   | -                                   |                                     |
| 18.                                 | Pałecznica ♿︎ (przystanek na żądanie)       | 156                                 | lubartowski                         | boczny                              | 100                                 | 760                                 | -                                   | LED                                 | 5                                   | -                                   |                                     |
| 19.                                 | Lubartów Słowackiego ♿︎ (przystanek)        | 155                                 | lubartowski                         | boczny                              | 100                                 | 550                                 | tak                                 | sodowe                              | -                                   | -                                   |                                     |
| 20.                                 | Lubartów Lipowa ♿︎ (przystanek)             | 163                                 | lubartowski                         | boczny                              | 100                                 | 550                                 | tak                                 | sodowe                              | -                                   | -                                   |                                     |
| 21.                                 | Lubartów ♿︎ (stacja)                        | 176                                 | lubartowski                         | wyspowy                             | 200                                 | 550                                 | tak                                 | sodowe                              | -                                   | 10                                  |                                     |
| 22.                                 | Wandzin ♿︎ (przystanek)                     | 189                                 | lubartowski                         | boczny                              | 100                                 | 550                                 | tak                                 | sodowe                              | 10 (dach)                           | 10 1 ♿︎                             |                                     |
| 23.                                 | Niemce ♿︎ (przystanek)                      | 194                                 | lubelski                            | boczny                              | 100                                 | 550                                 | tak                                 | sodowe                              | -                                   | -                                   |                                     |
| 24.                                 | Bystrzyca koło Lublina ♿︎ (stacja)          | 200                                 | lubelski                            | wyspowy                             | 200                                 | 760                                 | tak                                 | LED                                 | 10                                  | 10                                  |                                     |
| 25.                                 | Ciecierzyn ♿︎ (przystanek)                  | 183                                 | lubelski                            | boczny                              | 100                                 | 760                                 | tak                                 | LED                                 | 5                                   | -                                   |                                     |
| 26.                                 | Łagiewniki ♿︎ (przystanek)                  | 193                                 | lubelski                            | boczny                              | 150                                 | 760                                 | -                                   | LED                                 | 5                                   | -                                   |                                     |
| 27.                                 | Rudnik ♿︎ (przystanek na żądanie)           | 193                                 | Lublin                              | boczny                              | 100                                 | 550                                 | tak                                 | sodowe                              | 3                                   | -                                   |                                     |
| 28.                                 | Lublin Ponikwoda ♿︎ (przystanek na żądanie) | 178                                 | Lublin                              | boczny                              | 100                                 | 550                                 | tak                                 | sodowe                              | -                                   | -                                   |                                     |
| 29.                                 | Lublin Zadębie ♿︎ (przystanek)              | 172                                 | Lublin                              | boczny                              | 100                                 | 550                                 | tak                                 | sodowe                              | -                                   | -                                   |                                     |
| 30.                                 | Lublin Północny ♿︎ (przystanek)             | 170                                 | Lublin                              | boczny                              | 400                                 | 760                                 | tak                                 | sodowe                              | -                                   | 42 2 ♿︎                             |                                     |

### Infrastruktura towarzysząca

#### Lokalne Centrum Sterowania

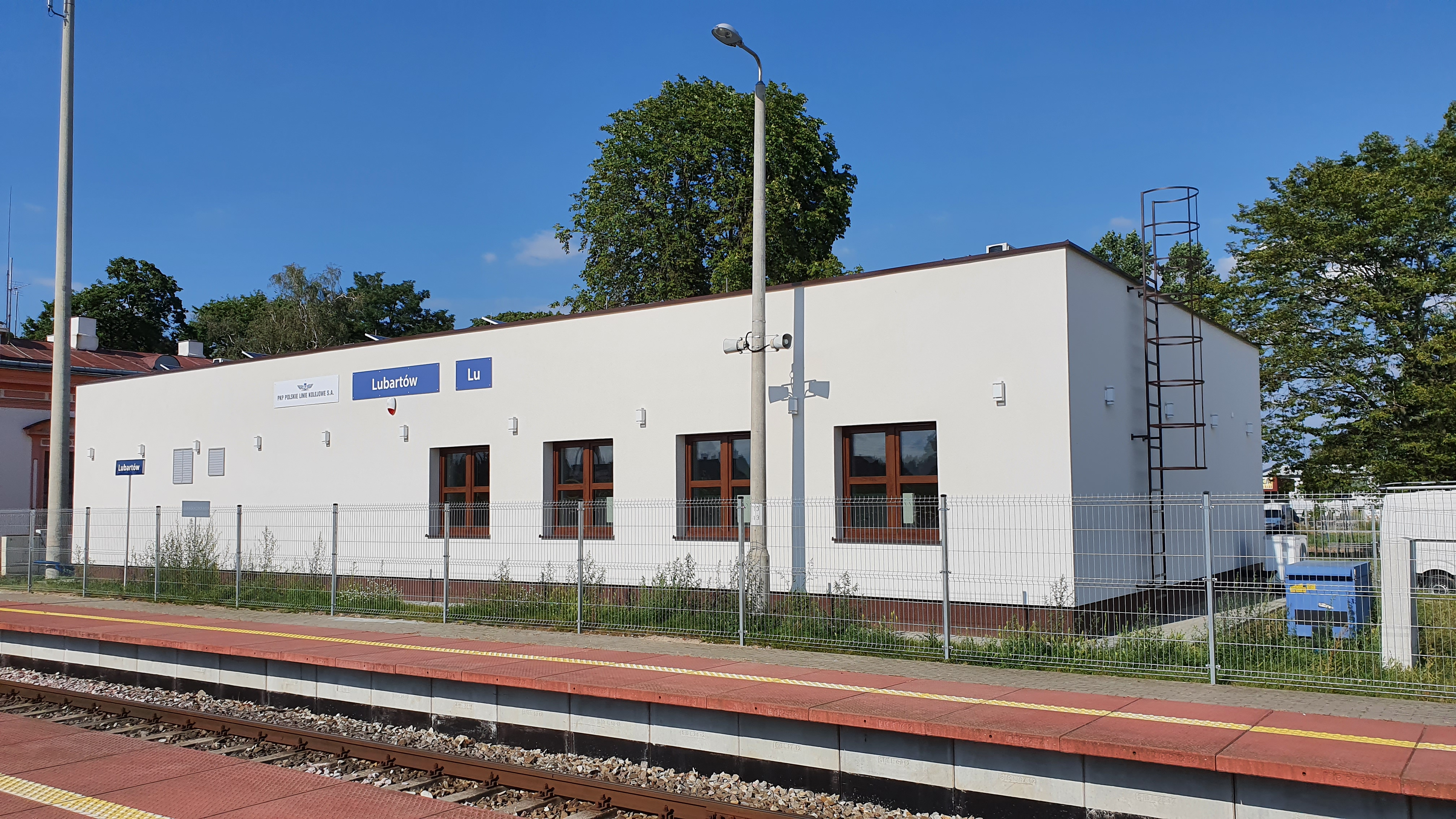
Budynek LCS w Lubartowie

W 2017 roku otwarto Lokalne Centrum Sterowania (Lu) w Lubartowie zarządzające ruchem pociągów na całej stusiedmiokilometrowej linii. Wyposażono je w urządzenia MOR-3 i MOR-2lcsr. Tymczasową siedzibą LCS była przybudówka budynku dworca kolejowego. 10 czerwca 2021 roku podpisano umowę o wartości 4,7 mln złotych na budowę nowej siedziby zlokalizowanej w bezpośrednim sąsiedztwie. Inwestycję wraz z przeniesieniem urządzeń sterowania ruchem zakończono w sierpniu 2022 roku.

#### Sieć GSM-R

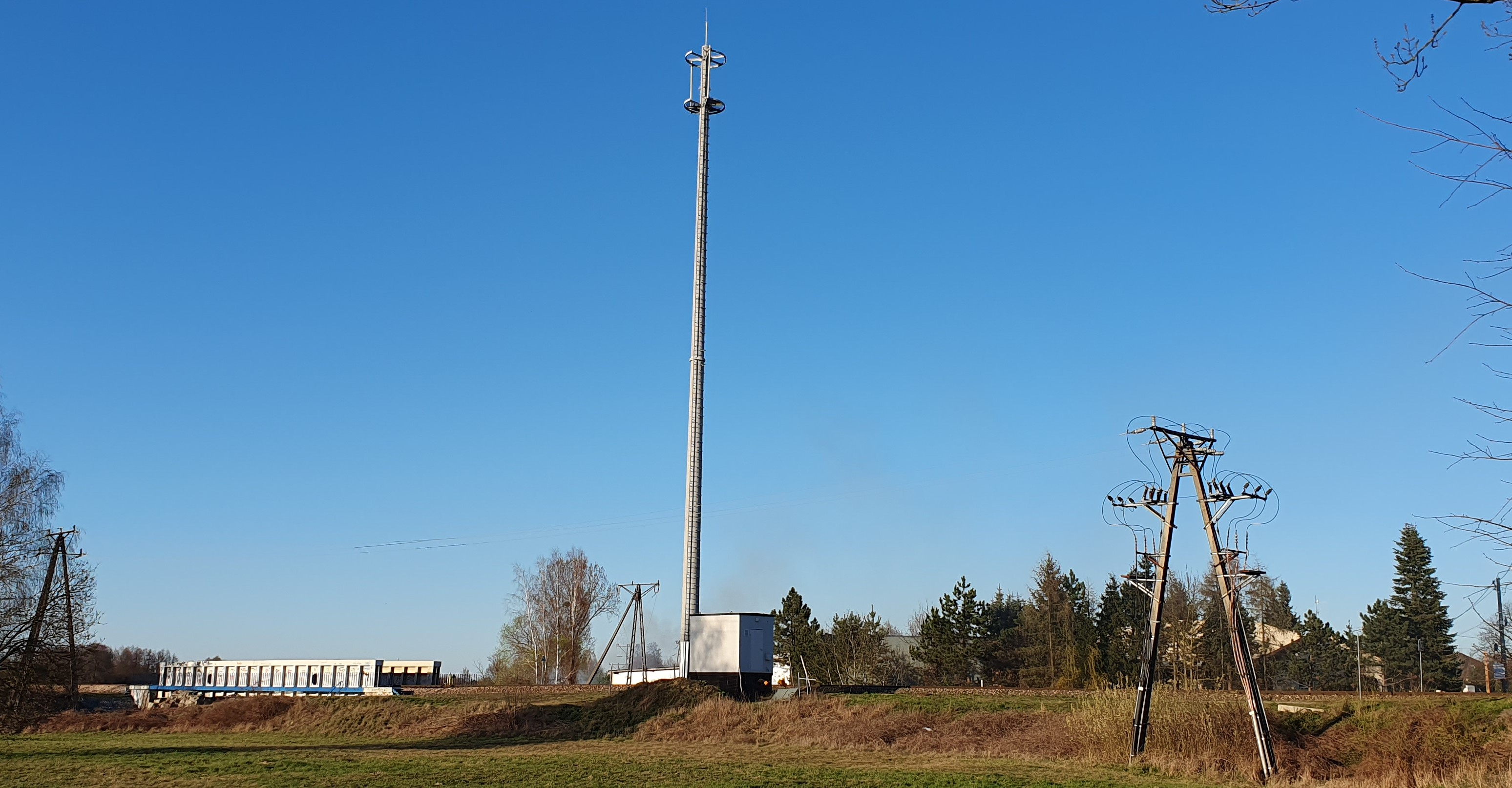
Maszt GSM-R w Parczewie

W styczniu 2022 roku rozpoczęły się prace związane z budową infrastruktury GSM-R. Wzdłuż linii ułożony został 72-włóknowy światłowód. Zaplanowano zabudowę 7 stacji bazowych, jednak z powodu przerwania prac przez wykonawcę w całej Polsce, dotychczas stanęło 5 masztów w lokalizacjach: Łuków Zapowiednik, Aleksandrów, Parczew Kolejowa, Brzeźnica Bychawska oraz Niemce. Uruchomienie systemu przewidziane jest w 2029 roku.

#### Sieć trakcyjna

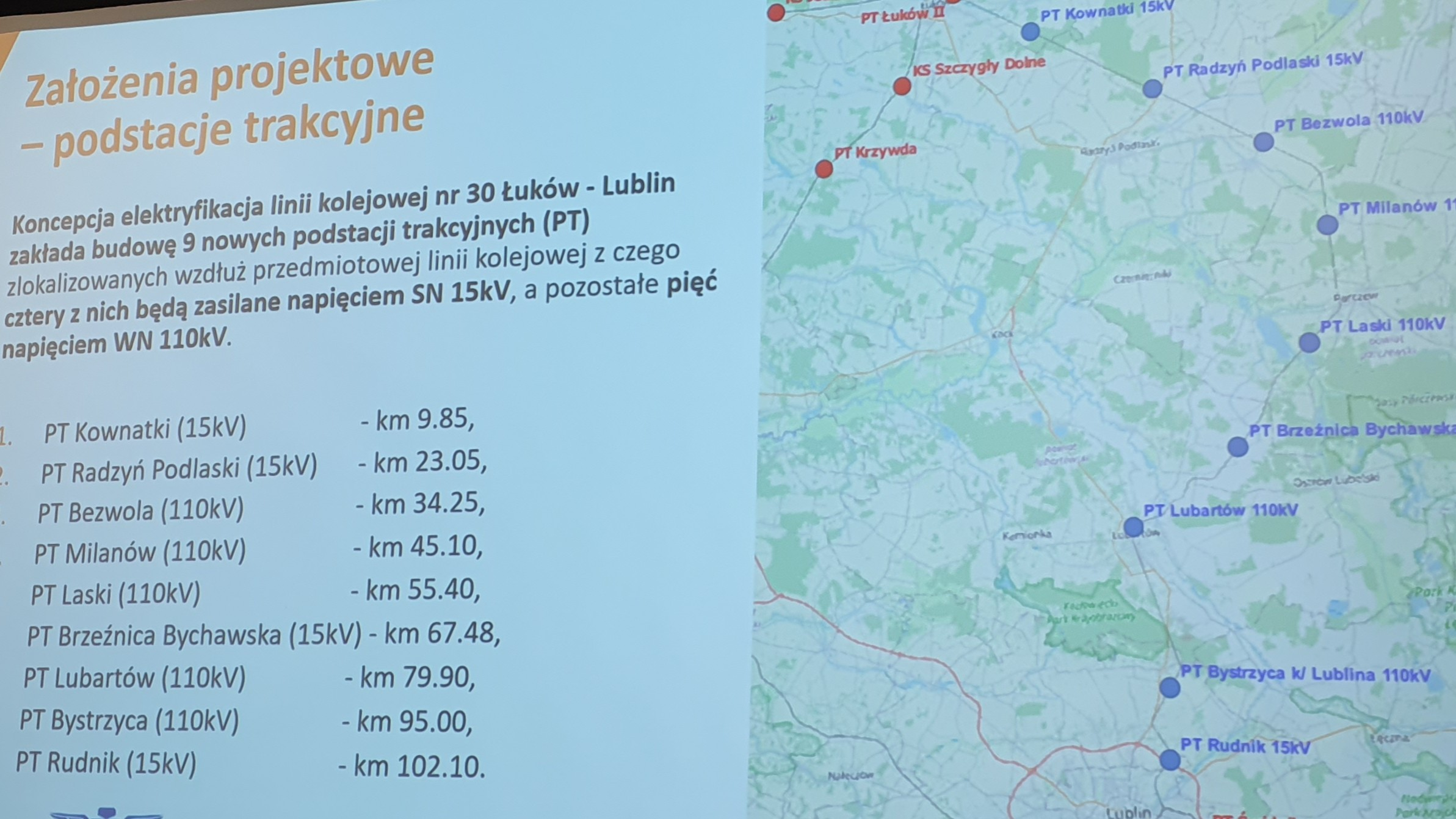
Planowane podstacje trakcyjne

Linię zgłoszono do elektryfikacji w ramach rządowego programu Kolej Plus. 8 listopada 2022 roku w Urzędzie Marszałkowskim w Lublinie podpisano umowę na dofinansowanie o wartości 378 mln zł.
W zakresie inwestycji zaplanowano budowę 9 podstacji trakcyjnych w lokalizacjach: Kownatki, Radzyń Podlaski, Bezwola, Milanów, Laski, Brzeźnica Bychawska, Lubartów, Bystrzyca koło Lublina, Rudnik. Prąd do podstacji ma być doprowadzany kablami z pobliskich GPZ-ów. Cztery podstacje będą zasilane napięciem 15 kV, a pięć – 110 kV.
W październiku 2023 roku została podpisana umowa o wartości 13,6 mln zł z firmą Multiconsult na opracowanie dokumentacji projektowej oraz nadzór autorski. Wydanie Decyzji Środowiskowej DŚU zaplanowano na pierwszą połowę 2025 roku. Podpisanie umowy na roboty budowlane planowane jest w drugim kwartale 2027 roku. Inwestycja ma zostać zakończona w lipcu 2029 roku.

#### Przejazdy kolejowo-drogowe

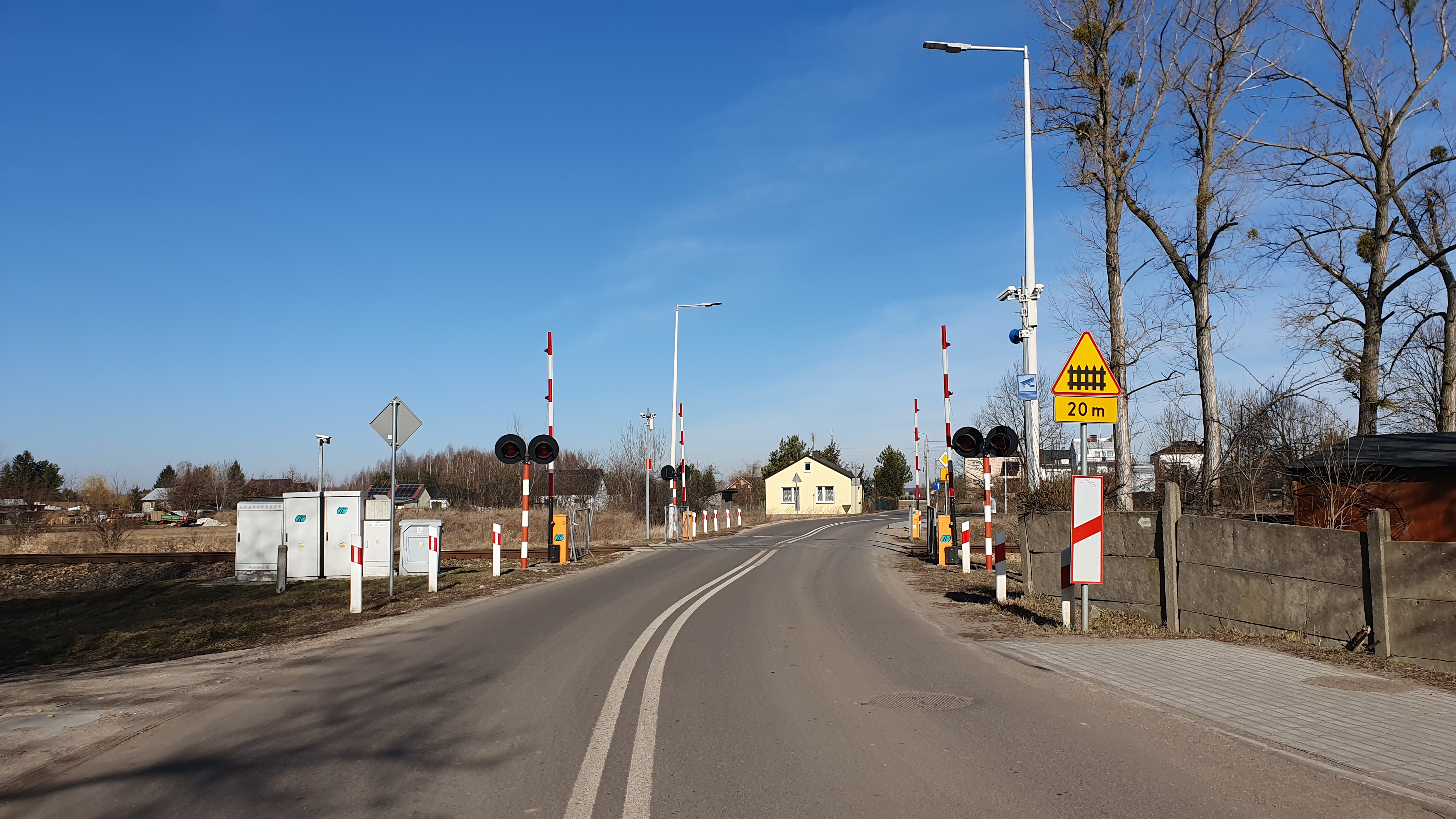
Przejazd kat. A w Parczewie

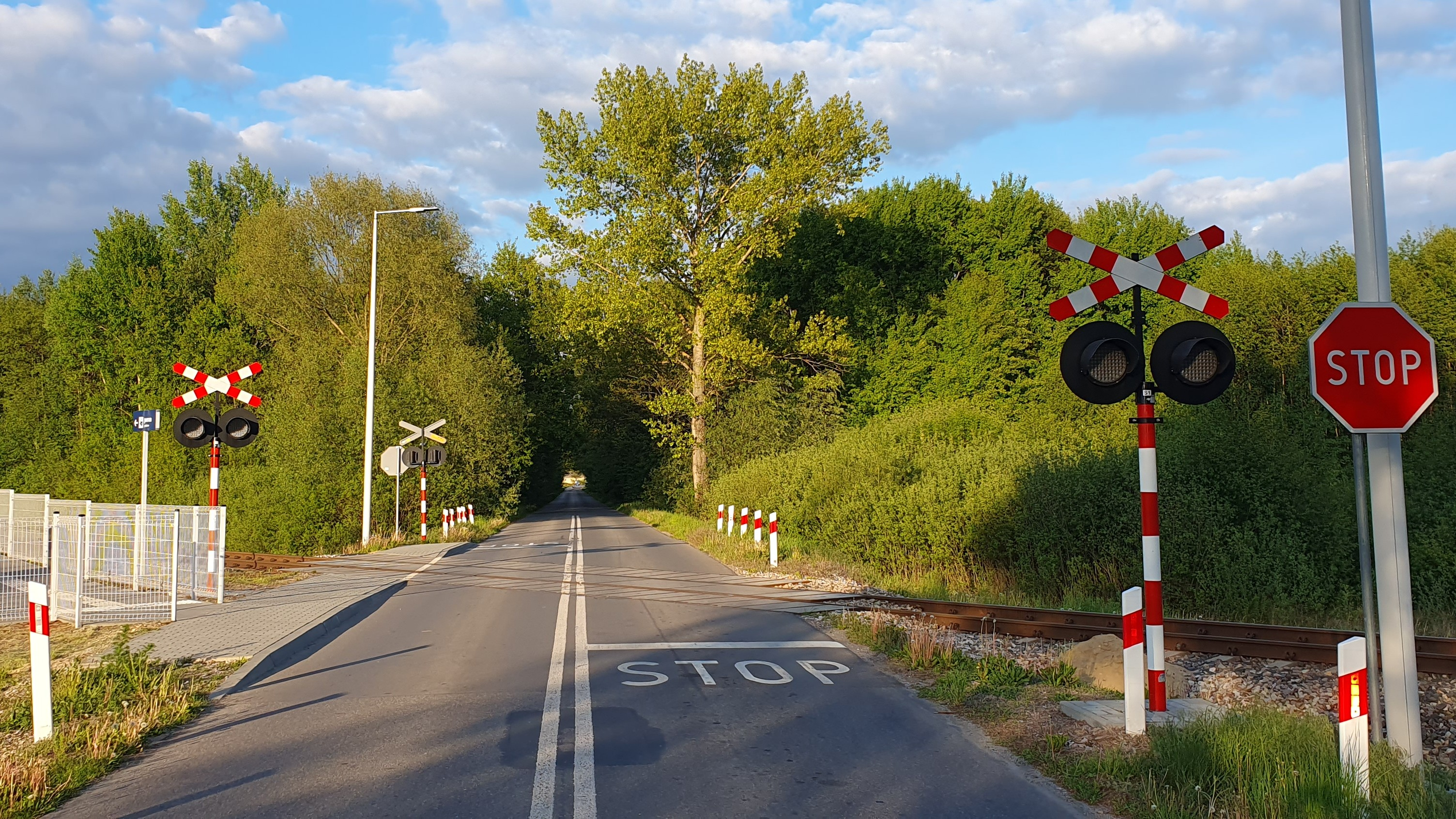
Przejazd kat. C w Berejowie

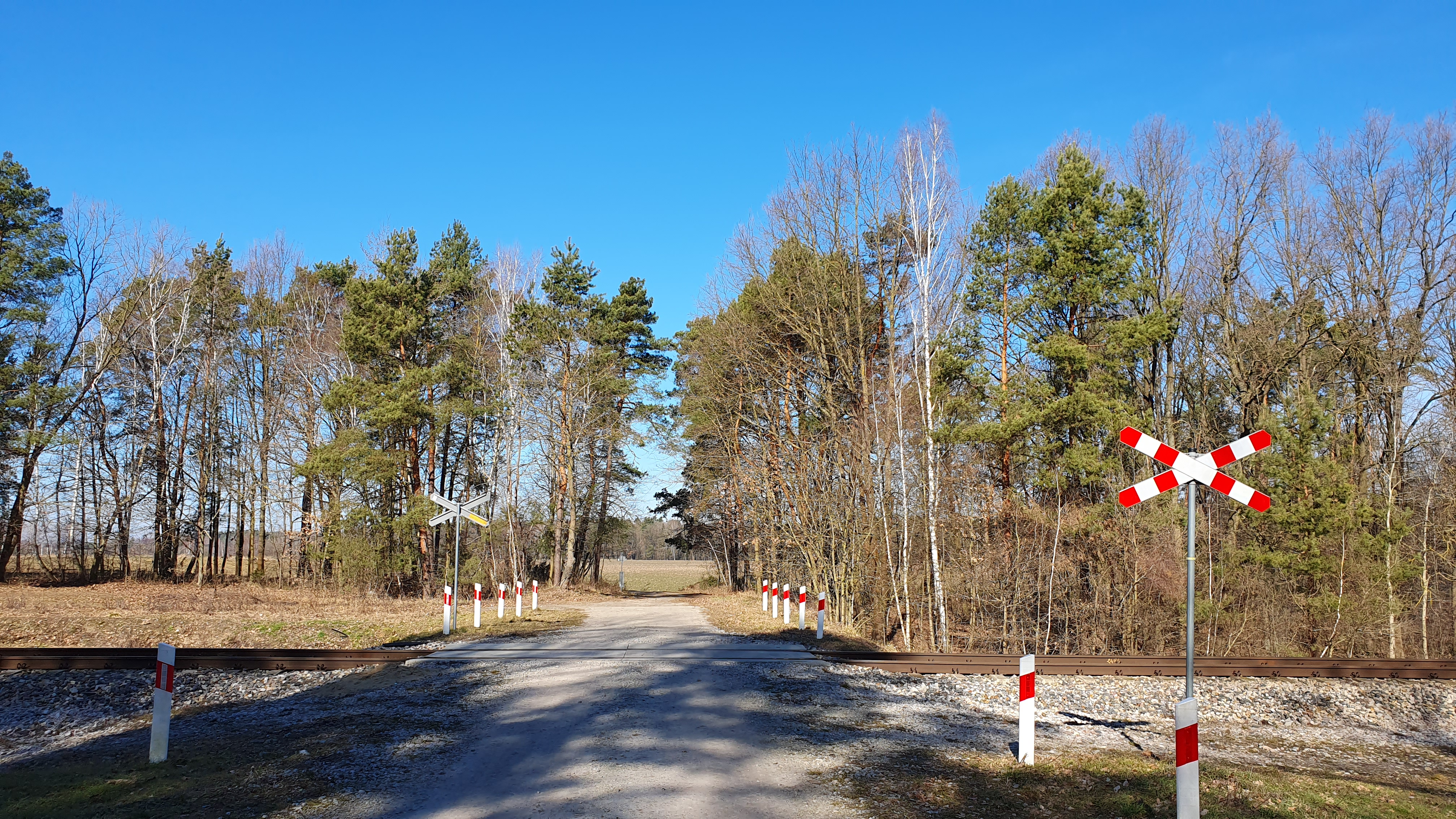
Przejazd kat. D w Gródku Szlacheckim

W czasie modernizacji linii wdrożono program poprawy bezpieczeństwa na przejazdach i terenach kolejowych. Nastąpiło to poprzez zmniejszenie ogólnej liczby jednopoziomowych przejazdów oraz zwiększenie ilości przejazdów strzeżonych rogatkami lub sygnalizacją świetlną.
W 2025 roku średnio, co półtora kilometra linię przecinał przejazd kolejowo-drogowy. Samoczynny system przejazdowy SSP zamontowano w 18 miejscach, a 15 przejazdów nadzorowanych było bezpośrednio przez dyżurnych ruchu z LCS Lubartów.
Łącznie w 2025 roku na linii wytyczonych było 64 jednopoziomowych skrzyżowań z drogami: krajowymi – 3 szt., wojewódzkimi – 3 szt., powiatowymi – 21 szt., gminnymi – 31 szt., wewnętrznymi – 6 szt. oraz 5 przejść przeznaczonych tylko dla pieszych i rowerów (kat. E).
| Kategorie przejazdów | Kategorie przejazdów | Kategorie przejazdów | Kategorie przejazdów | Kategorie przejazdów | Kategorie przejazdów | Kategorie przejazdów | Kategorie przejazdów |
| Rok                  | Kat. A/B             | Kat. C               | Kat. D               | Kat. E               | Kat. F               | Średni odstęp [km]   | RAZEM                |
| -------------------- | -------------------- | -------------------- | -------------------- | -------------------- | -------------------- | -------------------- | -------------------- |
| 2013                 | 9                    | 9                    | 70                   | 8                    | 1                    | 1,110                | 97                   |
| 2013                 | 9%                   | 9%                   | 73%                  | 8%                   | 1%                   | 1,110                | 100%                 |
| 2025                 | 17                   | 16                   | 25                   | 5                    | 6                    | 1,561                | 69                   |
| 2025                 | 25%                  | 23%                  | 36%                  | 7%                   | 9%                   | 1,561                | 100%                 |

#### Miejsca postojowe
W 2025 roku parkingi z miejscami postojowymi dla samochodów rozmieszczone były w obrębie dwunastu spośród 28 miejsc zatrzymywania się pociągów na linii (43%). W ośmiu znajdowały się miejsca dedykowane dla osób z ograniczonymi możliwościami poruszania się (29%). Stojaki dla rowerów ulokowane były w dziewiętnastu miejscach (68%) – jedno było zadaszone.

#### System ETCS
Wdrożenie systemu sterowania ruchem pociągów ETCS oraz oddanie zmodernizowanego systemu detekcji pociągów zgodnego z TSI zaplanowano na 2040 rok.

## Ruch pociągów

### Ruch pasażerski

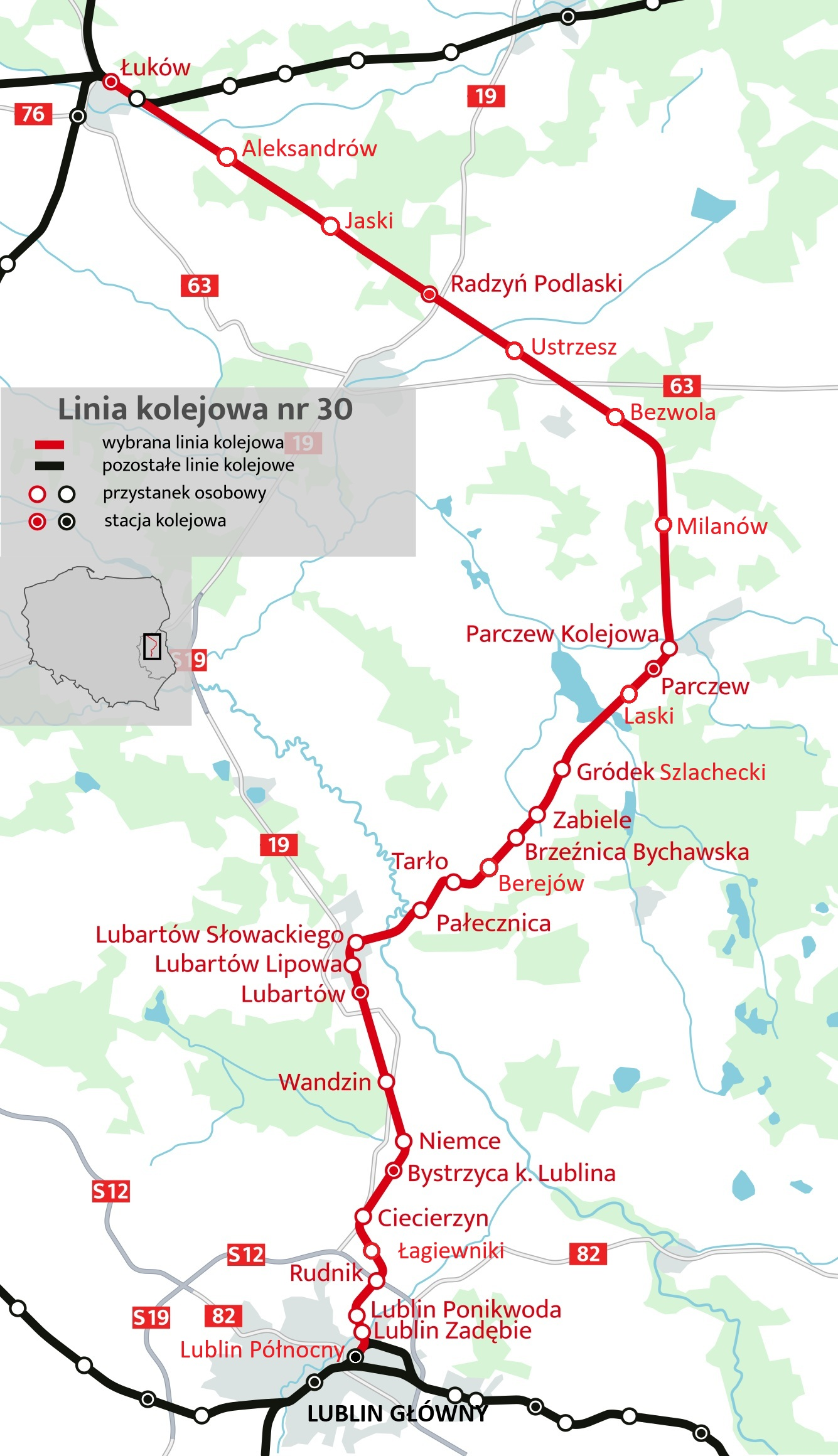
Mapa przystanków i stacji LK30

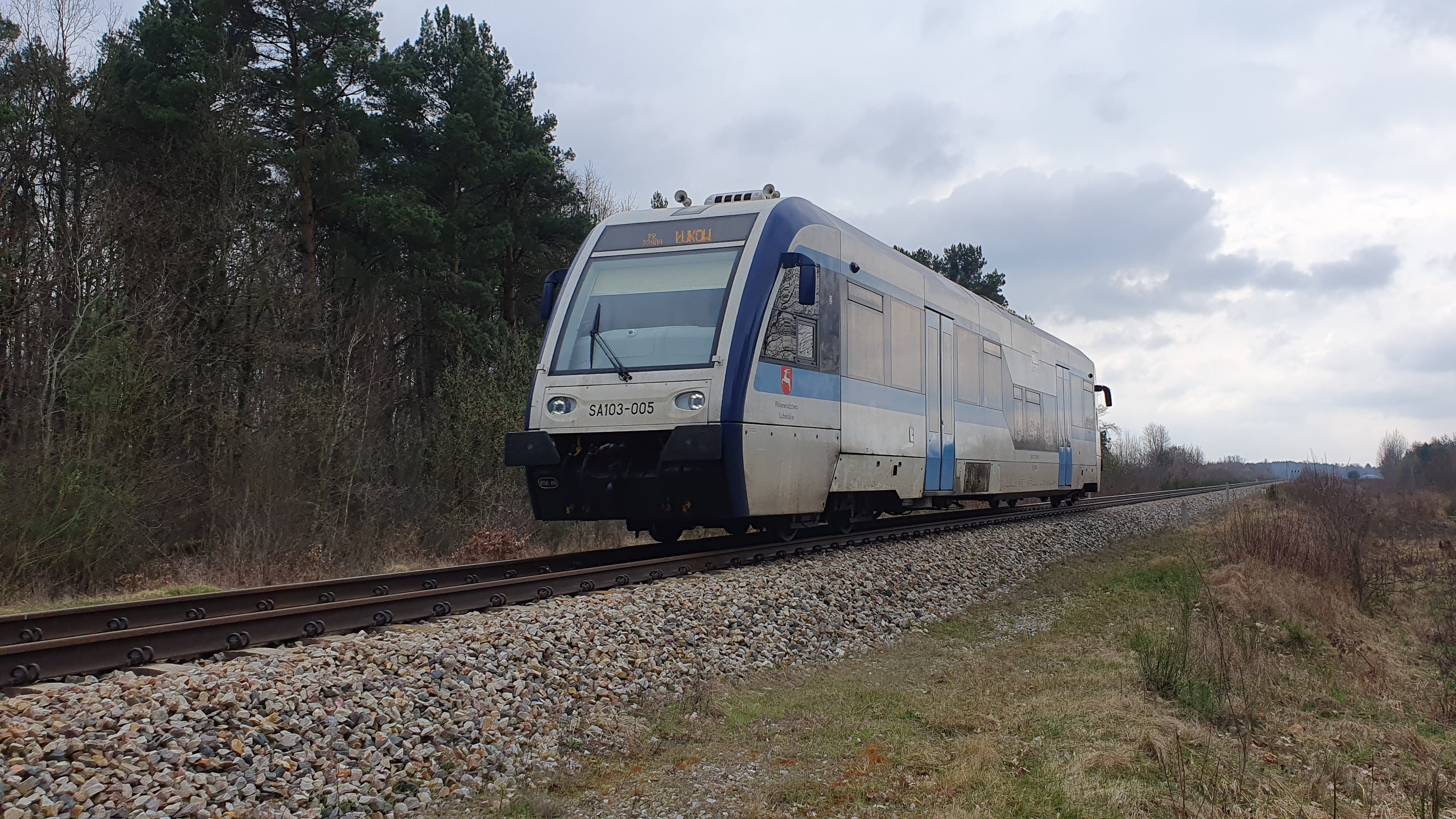
Szynobus PolRegio Lublin-Łuków

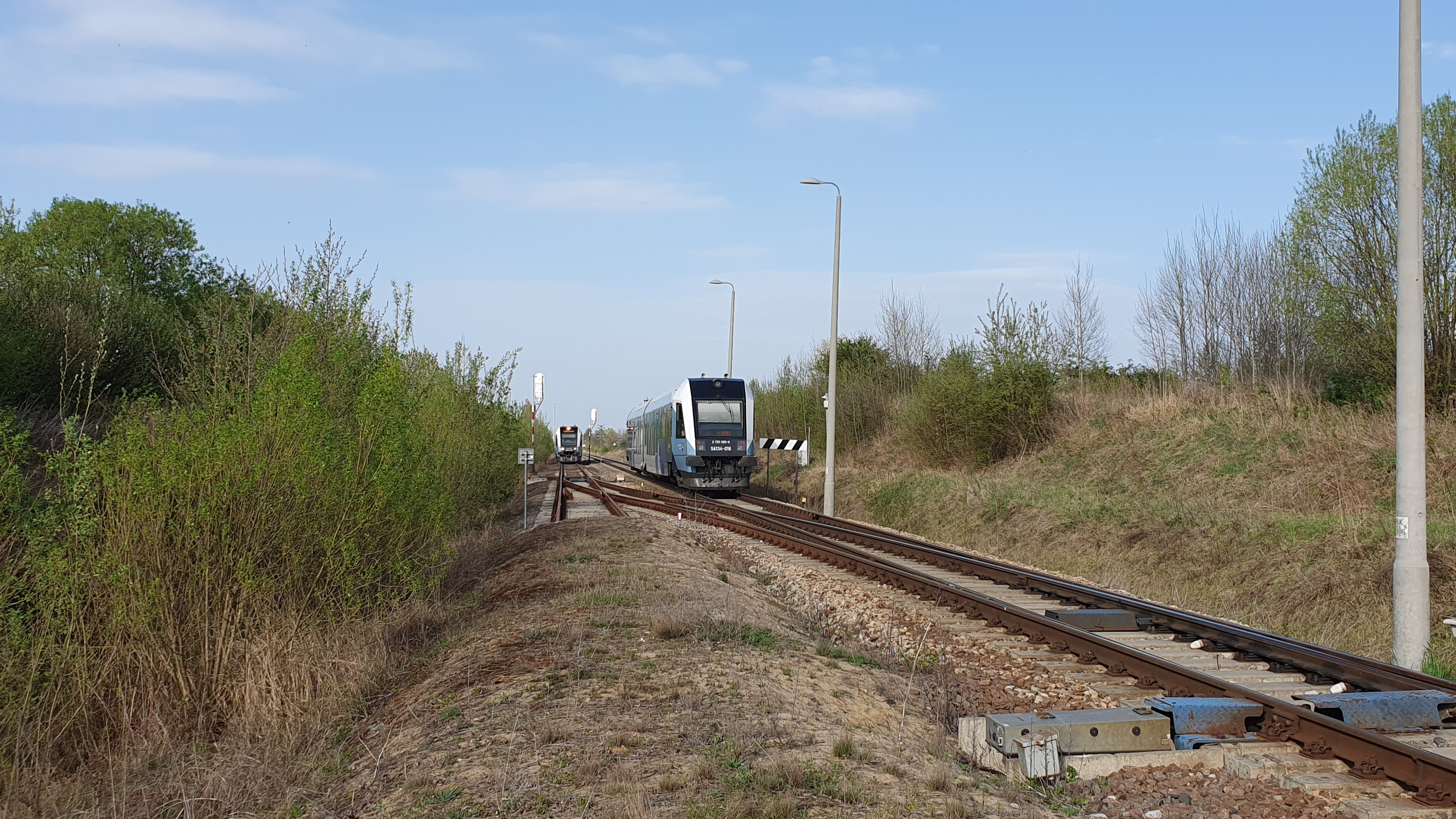
Spotkanie szynobusów na mijance Brzeźnica Bychawska

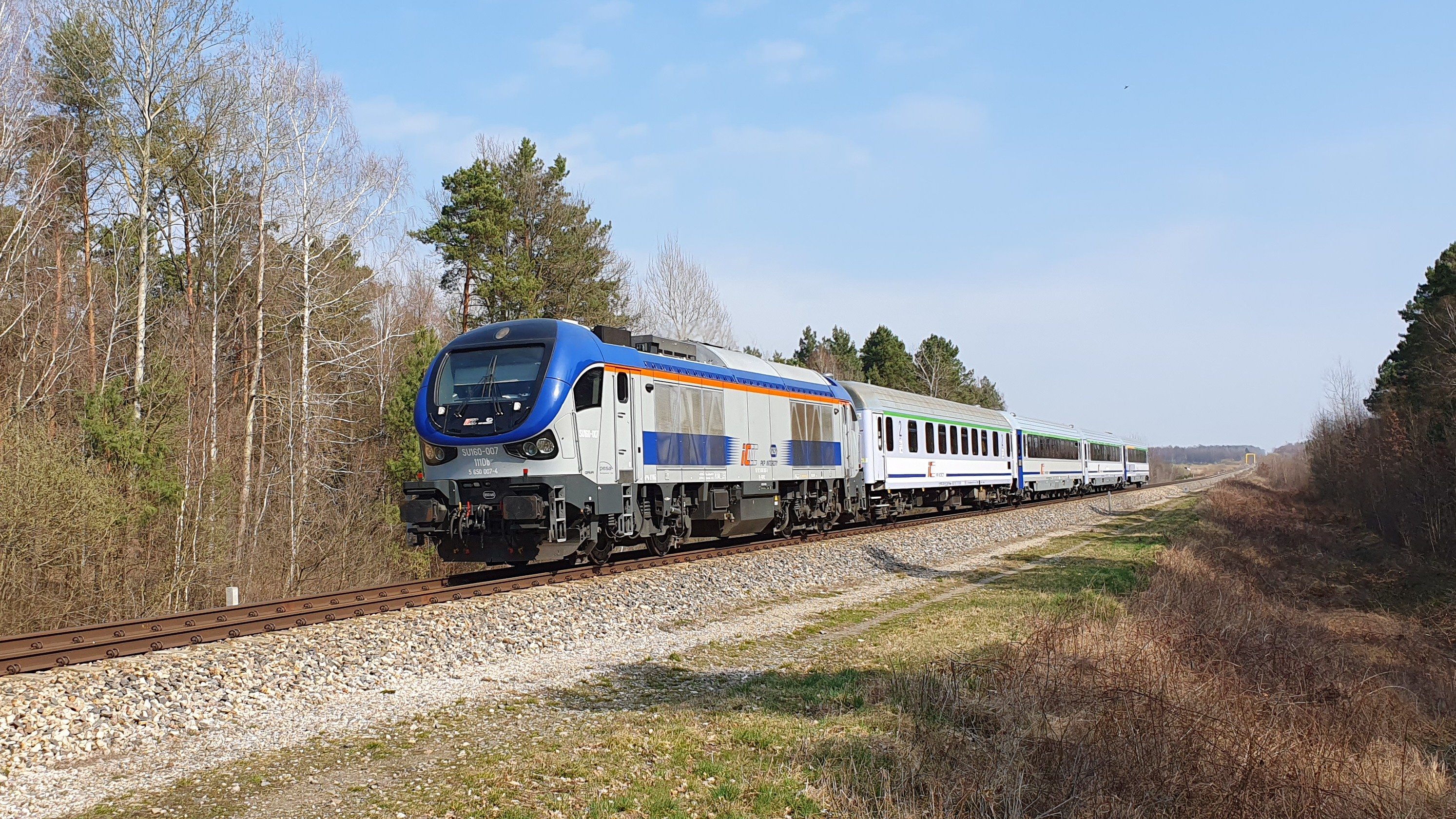
Pociąg InterCity Warszawa-Lublin

Na linii odbywa się ruch regionalny i dalekobieżny. Przewoźnikami kolejowymi są PolRegio oraz InterCity.
Pociągi regionalne zatrzymują się na 28 przystankach i stacjach.
Od 15 grudnia 2024 roku na całej trasie Łuków – Lublin w dni robocze kursują 4 pary szynobusów przewoźnika PolRegio (3 w weekendy). Na odcinku Parczew – Lublin kursuje 6 par na dobę (5 w weekendy), a Lubartów – Lublin – 7 par (5 w weekendy).
Pociągi pospieszne zatrzymują się na 4 stacjach: Łuków, Radzyń Podlaski, Parczew i Lubartów.
Każdego dnia pasażerowie mają do dyspozycji 2 pary pociągów InterCity relacji Warszawa – Lublin (i z powrotem).
| Najszybsze pociągi osobowe Łuków – Lublin | Najszybsze pociągi osobowe Łuków – Lublin | Najszybsze pociągi osobowe Łuków – Lublin |
| Rok                                       | Przystanki                                | Czas [h]                                  |
| ----------------------------------------- | ----------------------------------------- | ----------------------------------------- |
| 1909                                      | 8                                         | 2:23                                      |
| 1939                                      | 13                                        | 2:52                                      |
| 1945                                      | 16                                        | 5:17                                      |
| 1965                                      | 19                                        | 2:29                                      |
| 1975                                      | 19                                        | 2:40                                      |
| 1985                                      | 19                                        | 2:48                                      |
| 1995                                      | 19                                        | 3:09                                      |
| 2000                                      | 18                                        | 2:57                                      |
| 2025                                      | 28                                        | 1:41                                      |

### Ruch towarowy

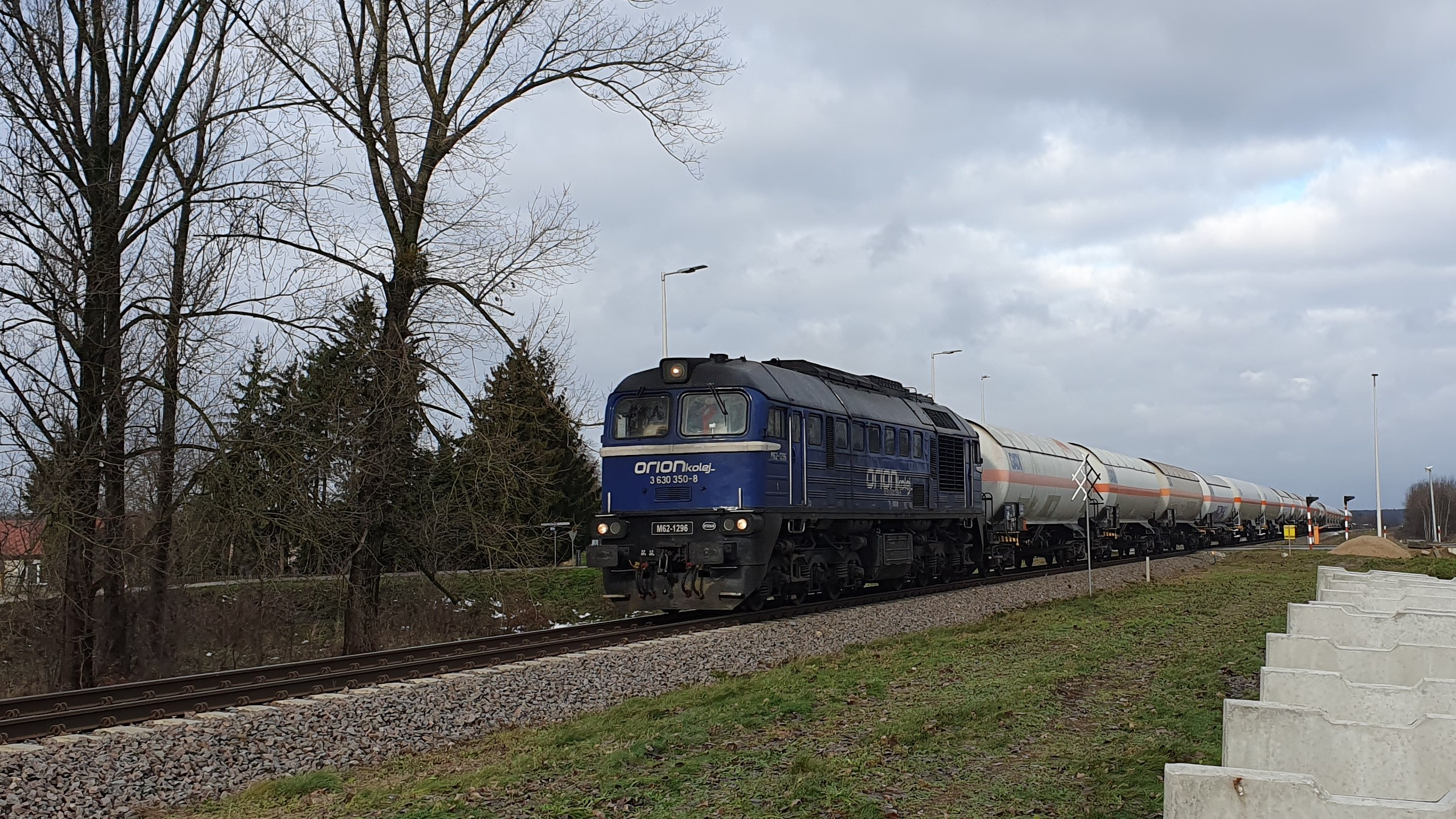
Pociąg towarowy z cysternami w okolicy Milanowa

Ze względu na brak elektrycznej sieci trakcyjnej ruch towarowy na linii jest niewielki. Większość pociągów towarowych stanowią regularne przewozy węgla kamiennego z kopalni Bogdanka do elektrowni Ostrołęka oraz transport związany ze znajdującymi się przy linii dwoma bocznicami obsługującymi Regionalne Bazy Logistyczne w Bezwoli i Jawidzu.
Na linii odbywają się przewozy kontenerów, cystern i produktów masowych na trasach: Siemianówka – Mielec, Sokółka – Zamość.
Praca manewrowa na stacjach w Radzyniu Podlaskim, Parczewie, Lubartowie i Bystrzycy związana jest głównie z załadunkiem i wyładunkiem węgla,nawozów mineralnych, materiałów budowlanych oraz drewna.